# پام جوچوم
پام جوچوم (انگلیسی: Pam Jochum؛ زادهٔ ۲۶ سپتامبر ۱۹۵۴) سیاست‌مدار اهل ایالات متحده آمریکا است.